# Usclas-d’Hérault
Usclas-d’Hérault (okzitanisch: Usclats d’Erau) ist ein Ort und eine südfranzösische Gemeinde mit 438 Einwohnern (Stand: 1. Januar 2022) im Département Hérault in der Region Okzitanien. Die Gemeinde gehört zum Arrondissement Lodève und zum Kanton Mèze.

## Lage
Usclas-d’Hérault liegt etwa 27 Kilometer nordöstlich von Béziers und etwa 34 Kilometer westsüdwestlich von Montpellier am Hérault, der die Gemeinde im Osten begrenzt. Umgeben wird Usclas-d’Hérault von den Nachbargemeinden Paulhan im Norden und Westen, Saint-Pargoire im Westen und Nordwesten, Saint-Pons-de-Mauchiens im Osten, Montagnac im Süden und Südosten sowie Cazouls-d’Hérault im Süden und Südwesten.

## Bevölkerungsentwicklung
| Jahr                       | 1962 | 1968 | 1975 | 1982 | 1990 | 1999 | 2006 | 2019 |
| Einwohner                  | 169  | 166  | 129  | 134  | 147  | 144  | 249  | 430  |
| Quellen: Cassini und INSEE |      |      |      |      |      |      |      |      |

## Sehenswürdigkeiten

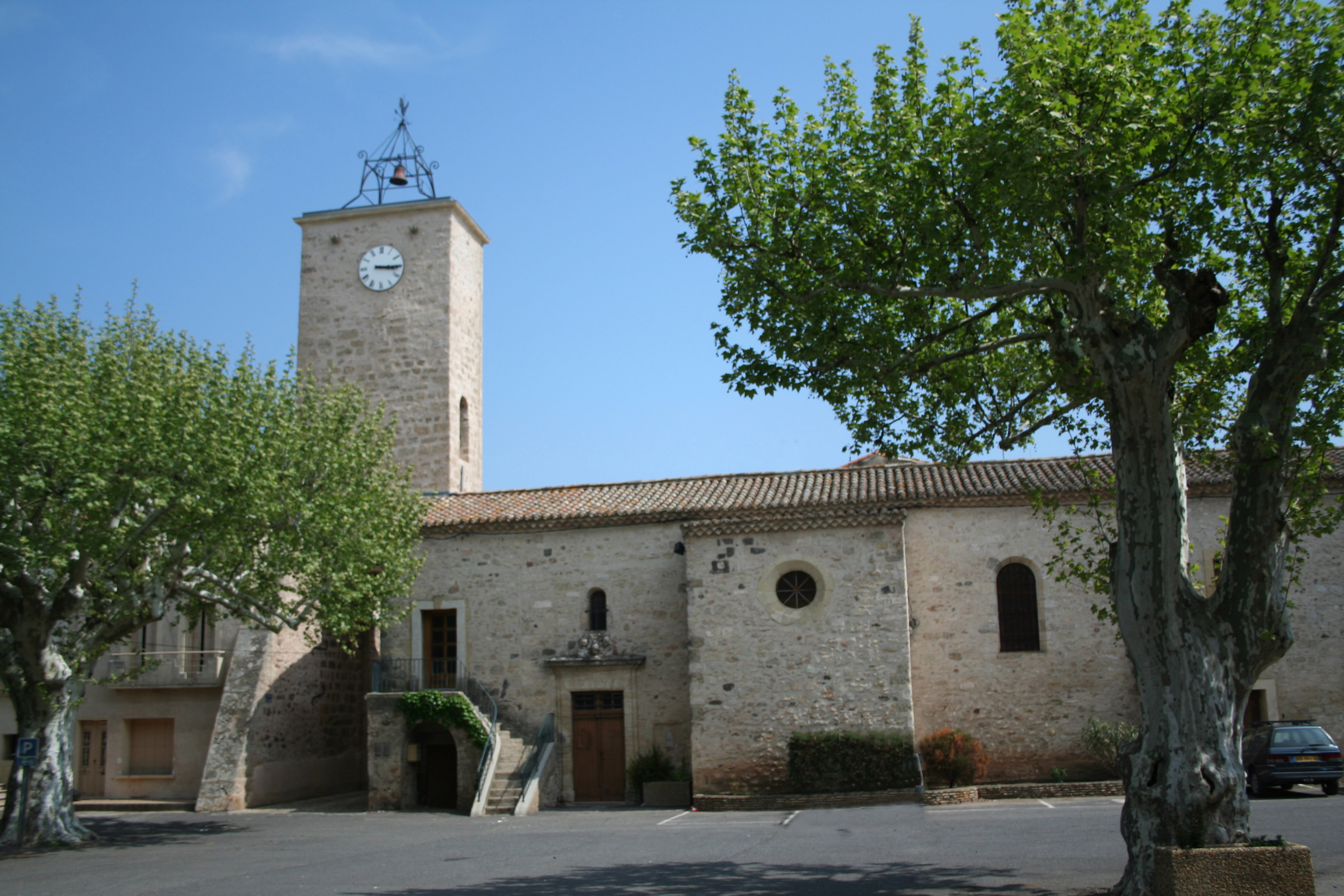
Kirche Saint-Gilles
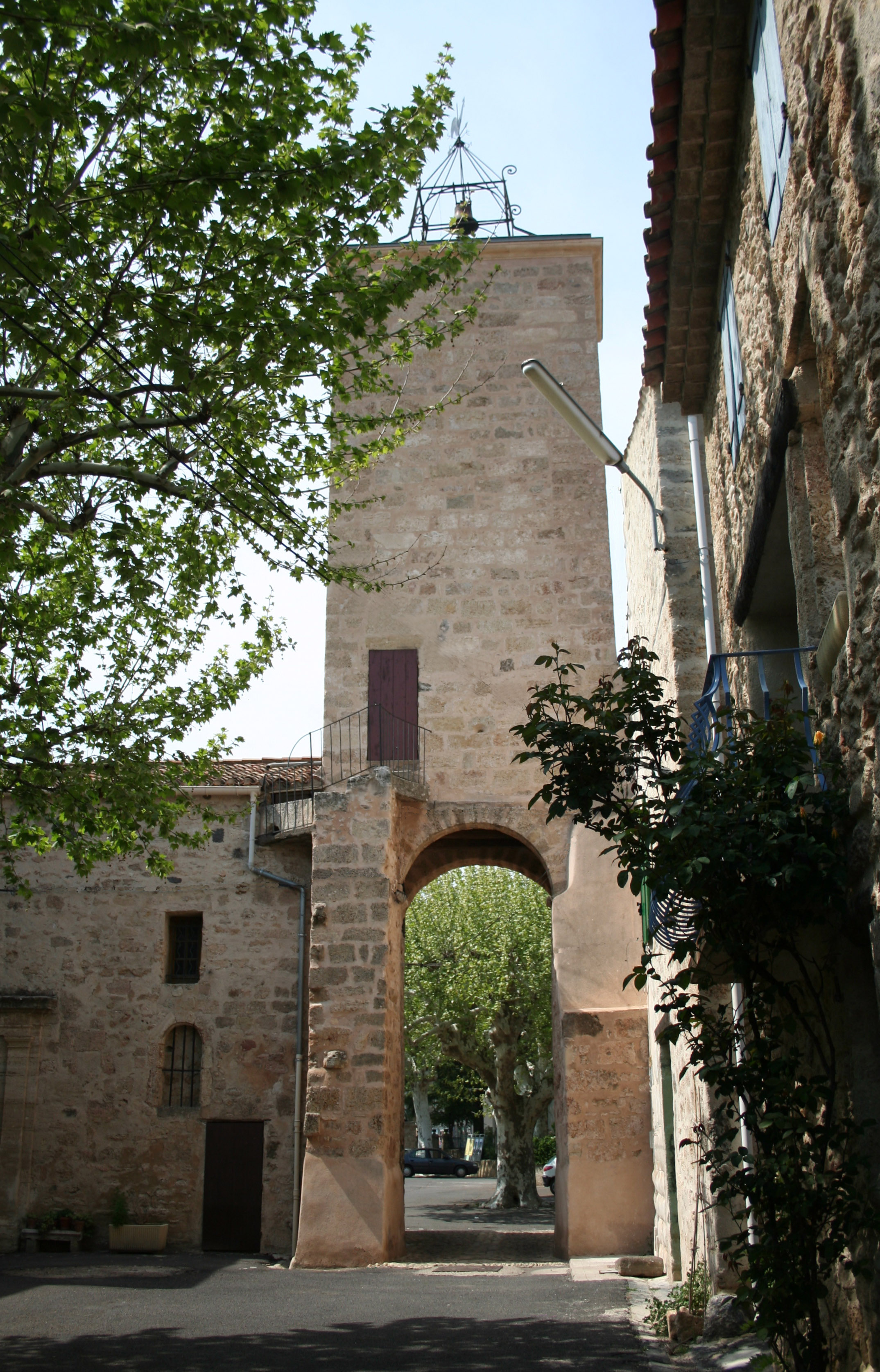
Uhrenturm

- Kirche Saint-Gilles
- Uhrenturm mit Portal